# 曹倣
曹倣（1478年—？），字汝學，號霜厓，直隸鎮江衛軍籍鎮江府丹徒縣人，明朝政治人物。

## 生平
弘治十七年（1504年）甲子科應天鄉試第二十六名舉人，十八年（1505年）聯捷乙丑科會試第一百八十名，三甲第一百九十九名進士。初授行人司行人，正德四年（1509年）二月選授浙江道御史，六年（1511年）巡按江西，十一年（1516年）三月升南京太僕寺少卿，十四年（1519年）被多次彈劾而去職。

## 家族
祖籍平陽府解州，曾祖曹周初授鎮江衛冠帶總旗，遂家丹徒。
祖父曹榮；父曹綬，贈監察御史；母呂氏（1461年-1533年），封太孺人。慈侍下。弟曹傚、曹儒。
子曹恬，字思靜，號中泉，嘉靖三十一年舉人；曹懷；曹慎，嘉靖四十四年進士。